# 코라손 케 미엔테
《코라손 케 미엔테》(스페인어: Corazón que miente)는 2016년 방영된 멕시코의 텔레노벨라이다.

## 캐스트
- 델마 마드리갈 - 마리엘라 살바티에라 모란
- 파블로 라일 - 알론소 페레르 카스테야노스
- 디에고 올리베라 - 레오나르도 델 리오 소로르사노
- 마이린 빌라누에바 - 루시아 카스테야노스 사엔스
- 알렉시스 아얄라 - 다니엘 페레르 빌바투아
- 둘세 마리아 - 레나타 페레르 하우레기
- 알레한드로 토마시 - 데미안 페레르 빌바투아
- 마리아 소르테 - 카르멘 오세게라
- 로우르데스 레예스 - 라파엘라 델 모랄 사엔스
- 헬레나 로호 - 사라 사엔스 데 카스테야노스